# جوان ريد
جوان ريد (بالإنجليزية: Joanne Reid)‏ هي متسابقة بياثل أمريكية، ولدت في 28 يونيو 1992 في ماديسون في الولايات المتحدة.

## وصلات خارجية
- الموقع الرسمي
- جوان ريد على موقع IBU (الإنجليزية)
- جوان ريد على موقع الاتحاد الدولي للتزلج (التزلج الريفي) (الإنجليزية)
- جوان ريد على موقع أوليمبيديا (الإنجليزية)